# 環球史詩宇宙
環球史詩宇宙（英語：Universal Epic Universe）是一座位於美國佛羅里達州奧蘭多的主題樂園。該樂園於2025年5月22日正式開幕，為奧蘭多環球影城度假村的第三座主題樂園，也是整個度假區的第四座公園。這座樂園是環球規模達750英畝（約300公頃）的開發計畫的一部分，園區內設有五大主題區域，分別是天穹樂園、暗黑宇宙、馴龍高手－博克島、超级任天堂世界以及哈利波特的魔法世界－魔法部。
建設工作最早於2019年8月啟動，但受到嚴重特殊傳染性肺炎疫情影響，完工日期延後。雖然園區主題和遊樂設施的細節最初相當保密，但隨著時間推移，更多資訊陸續公開，其中超級任天堂世界作為最後一個正式確認的主題園區，於2023年初對外宣布。主要遊樂設施包括以動態模擬為主的黑暗乘車遊樂設施《哈利波特與魔法部大戰》與《怪物解放：科學怪人實驗》，雙軌競速雲霄飛車《星塵賽車手》，以及增強現實技術結合的黑暗乘車設施《瑪利歐賽車：庫巴挑戰》。

## 沿革
2019年8月1日，NBC環球正式宣布將於環球奧蘭多打造一座全新主題樂園，名為「環球史詩宇宙」。當時的環球主題樂園與度假區董事長兼執行長湯姆·威廉斯（Tom Williams）表示，「環球史詩宇宙」將是公司有史以來「最具沉浸感與創新性」的主題樂園。康卡斯特與NBC環球高層預估新樂園將創造1.4萬個新工作機會，佛州州長羅恩·德桑蒂斯（Ron DeSantis）也公開表達正面支持。
2019年8月官方公布的概念藝術僅透露了有限的細節，刻意保持神秘。 當時外界盛傳樂園內將包含多個熱門IP，包括《馴龍高手》、《怪獸與牠們的產地》、《環球怪物》系列，以及任天堂的《超級瑪利歐》與《大金剛》。2020年1月，多位康卡斯特高層證實樂園將設有超级任天堂世界。2023年2月，「Epic Universe」的超級任天堂世界正式公布，執行長馬克·伍德伯里（Mark Woodbury）笑稱這是「史上最難保守的秘密」。
樂園原定於2023年開幕，但因COVID-19疫情影響而延期。建設工作於2019年8月啟動， 但在2020年7月暫停，直到2021年3月才重新復工。NBC環球執行長傑夫·謝爾（Jeff Shell）於隔年宣布樂園預計於2025年夏季開幕。這項消息也由度假區的官方Twitter帳號確認。2022年5月5日，環球提出在樂園建設地點附近釋出13英畝（約5.3公頃）土地，作為光亮綫鐵路的通勤車站用途。
2023年3月8日，環球主題樂園與度假村執行長馬克·伍德伯里宣布，部門更名為「環球景點與體驗」。樂園正式名稱也從「Universal's Epic Universe」微調為「Universal Epic Universe」，並同步公布了更新後的標誌，刪除了標誌中的撇号和「s」字母。2024年1月30日，環球發布新聞稿，正式揭曉了天穹樂園的細節以及整個「史詩宇宙」的總體布局。2024年10月，樂園因遭遇飓风米尔顿影響而遭受輕微損壞，工程僅短暫暫停以因應風暴來襲。
2024年10月17日，環球宣布樂園的開幕日期為2025年5月22日，正好比環球奧蘭多35週年提前約兩週。當天起，樂園門票僅以多日票或度假套票的形式販售。單日票則於隔週起開放給年票持有者購買，同時也開放預訂全新「赫利俄斯大酒店」（Helios Grand Hotel）。2025年3月1日，樂園開始舉行員工預覽。4月17日起，年票持有者及環球酒店住客可提前入園。 同月，一座高達30英尺（約9.1公尺）的「Chronos」傳送門複製品，開始在全美多座城市巡迴展出，進行樂園宣傳，活動將持續至2025年6月。
2025年5月21日，樂園舉辦了開幕慶祝活動，邀請名人與高層主管參加。2025年5月22日，樂園正式對所有遊客開放。

## 地區和景點
環球史詩宇宙採用放射狀佈局設計，由中央樞紐天穹樂園向外延伸出四個主題園區，每個園區皆設有獨特的主題入口。
按照入口方向順時針排列，主題園區依序為：超級任天堂世界、暗黑宇宙、哈利波特的魔法世界－魔法部，以及馴龍高手－博克島。每個主題園區的美學設計會體現在餐廳的餐具與餐點、環境音樂、員工制服及基礎設施上。
從天穹樂園延伸出的每個主題園區入口皆設有主題傳送門，並配有數位LED招牌。環球史詩宇宙採用臉部辨識系統作為入園、置物櫃及遊樂設施快速通道的辨識方式，取代傳統門票。

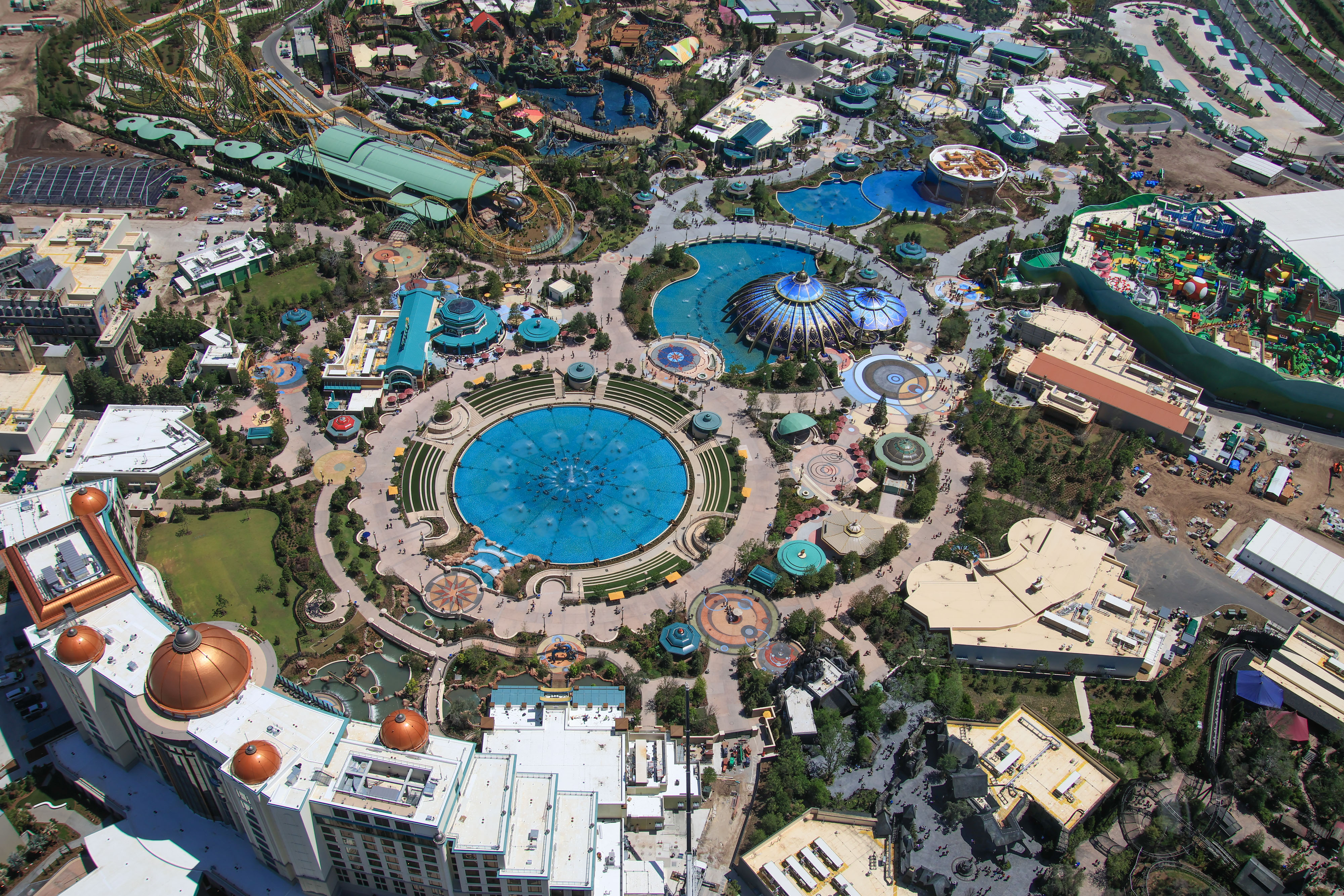
俯瞰天穹樂園
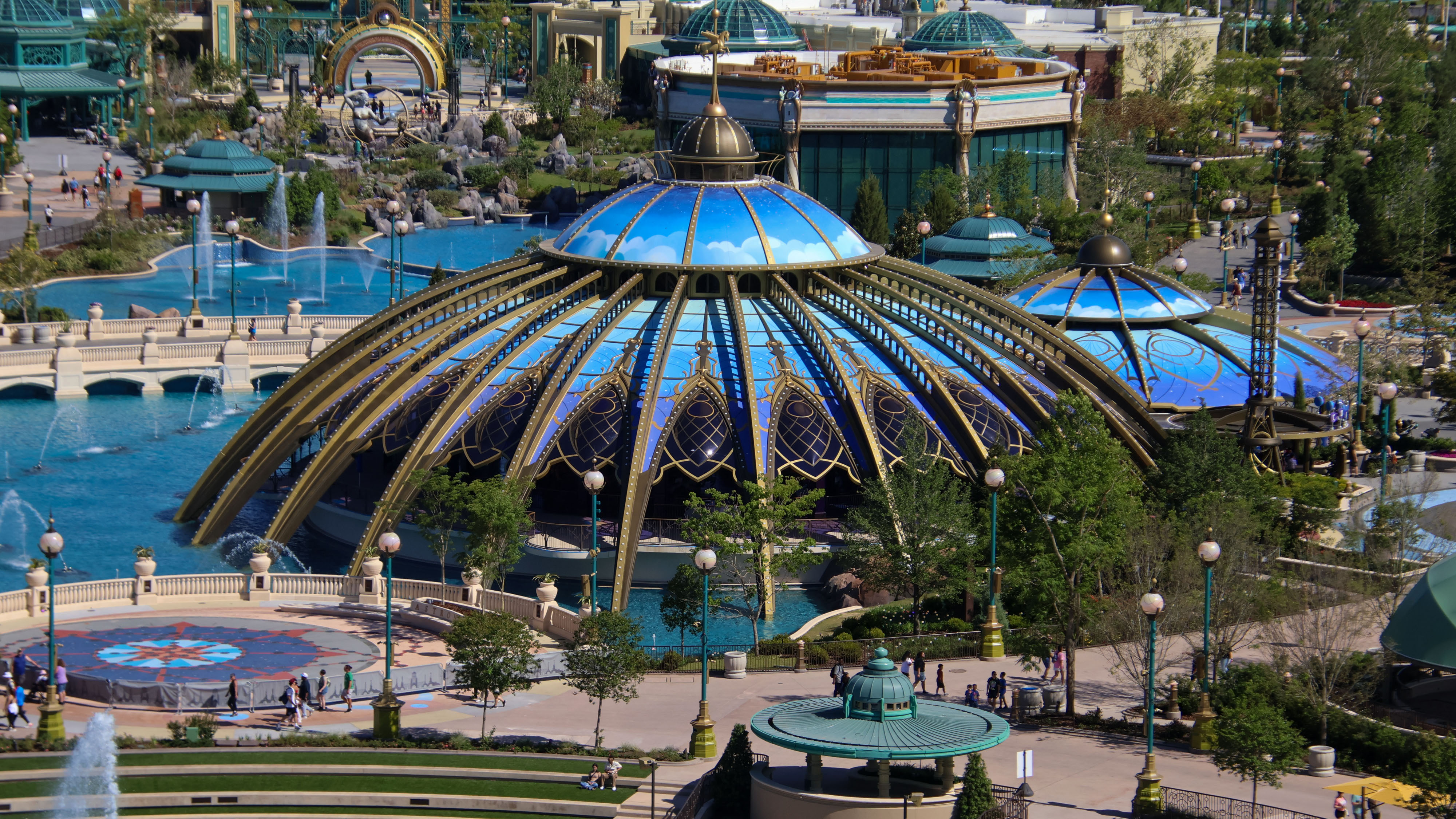
星座旋轉木馬
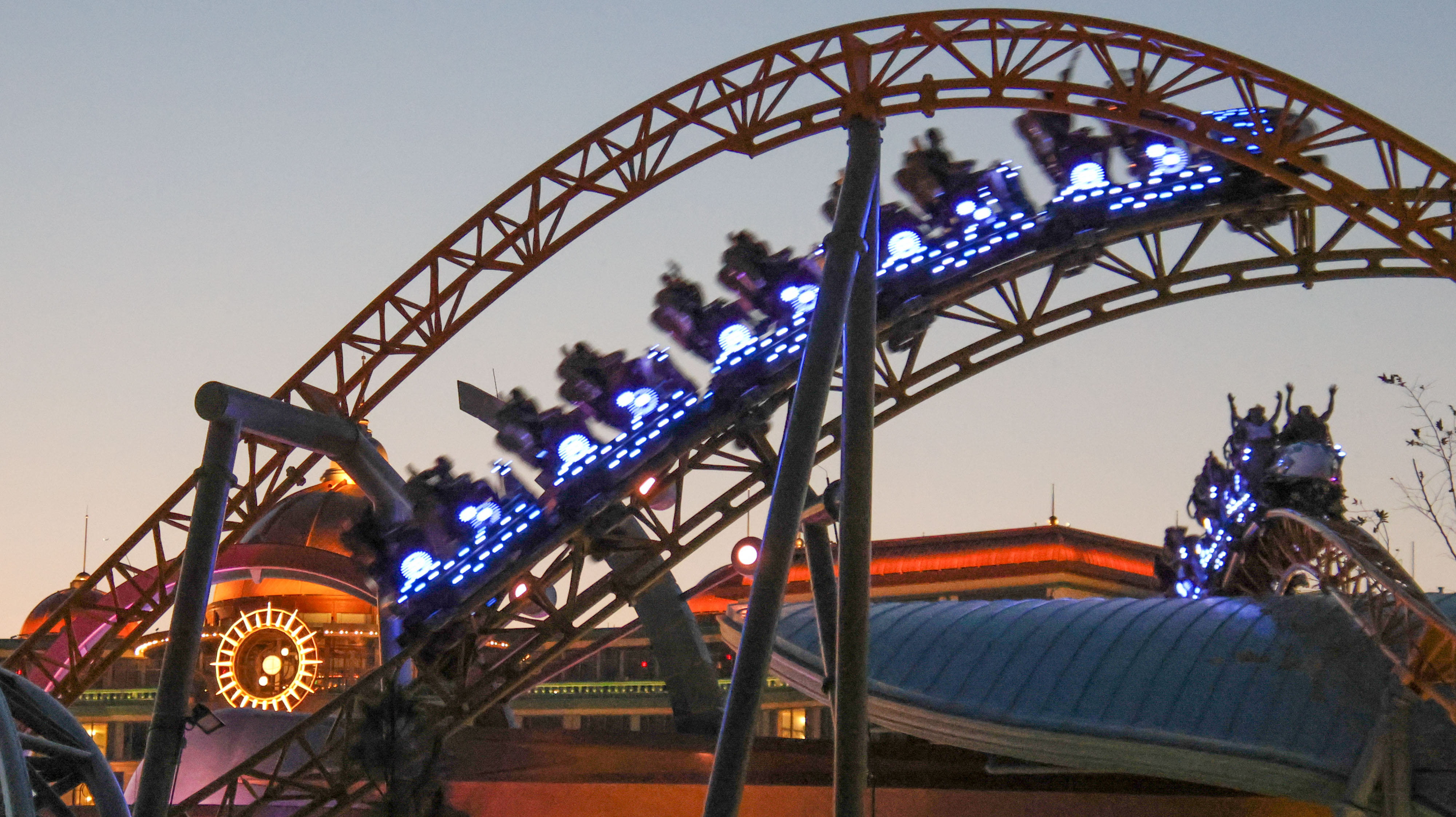
星塵賽車手
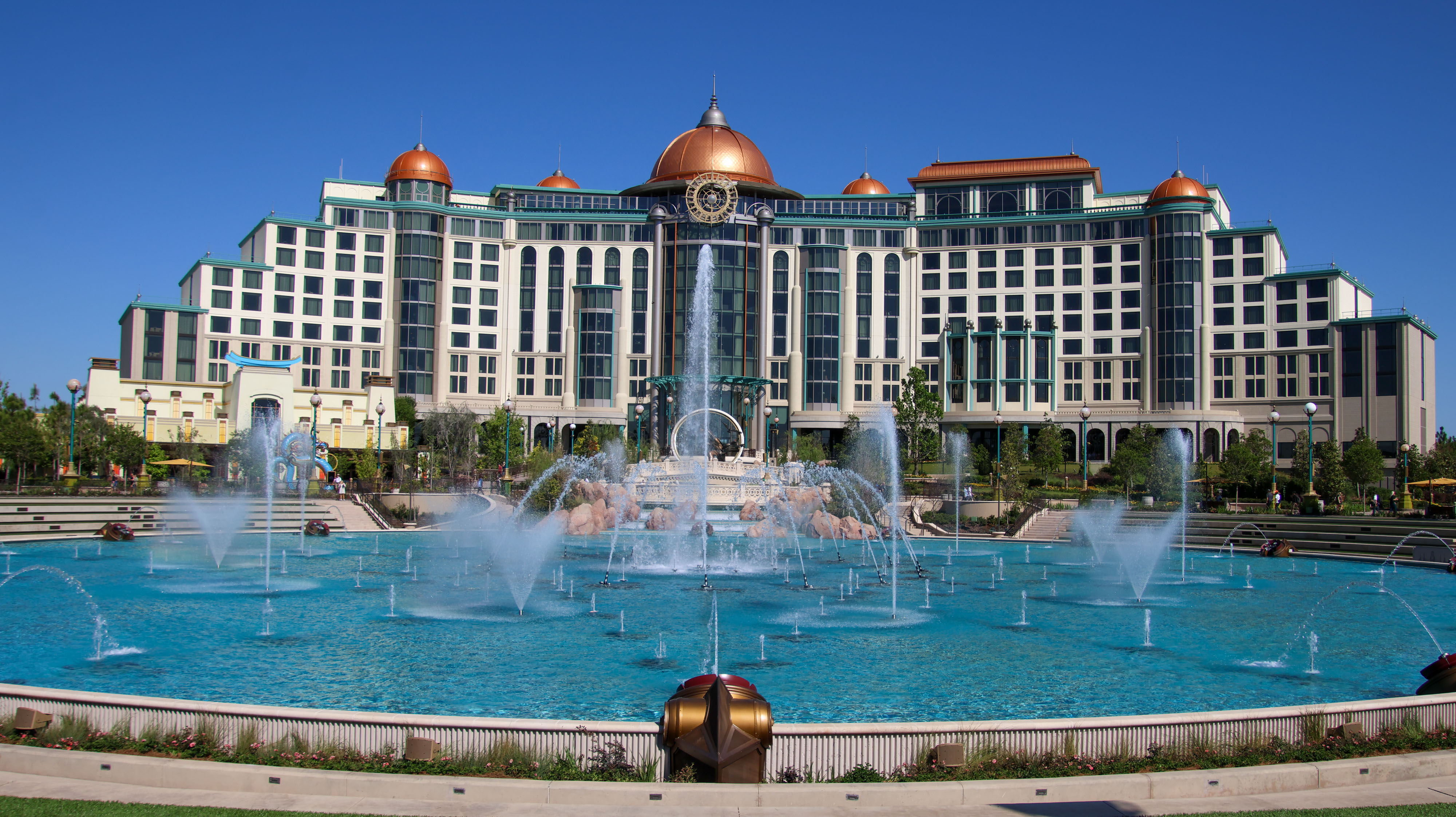
赫利俄斯大飯店 (Helios Grand Hotel) 和宇宙噴泉。

### 天穹樂園
天穹樂園（英語：Celestial Park）是整個園區的中央樞紐，內有步道、噴泉及水池，設計元素以占星學為主題，將其他四個園區相互連結。天穹樂園被視為通往「多重維度」旅行的交匯點，其核心建築克羅諾斯塔（Chronos）是園區的地標與主要入口。
該區設有兩項主要遊樂設施：星座旋轉木馬（Constellation Carousel）：一座以星座為主題的旋轉木馬，類似紐約砲台公園的海玻璃旋轉木馬（SeaGlass Carousel）。以及星塵賽車手：由Mack Rides製造的雙軌發射型雲霄飛車。天穹樂園內設有由Loews營運的赫利俄斯大酒店（Helios Grand Hotel），以及數間特色餐廳，包括以水下世界為主題、以玻璃包覆的大西洋海鮮餐廳（Atlantic），以及藍龍泛亞餐廳（Blue Dragon Pan-Asian Restaurant）。
此外，該區還設有四間步行式酒吧及禮賓櫃檯，以及其他小型餐飲場所，包括霜月餐廳（Frosty Moon）、流星酒館（Meteor Astropub）、橡樹與星星酒館（The Oak & Star Tavern）與月亮披薩（Pizza Moon）。
天穹樂園區域內共設有700萬顆可單獨控制的嵌入式LED燈，環球計畫在此舉辦煙火及燈光秀表演。
| 遊樂設施                               | 開放年份 | 製造商     | 簡介             |
| -------------------------------------- | -------- | ---------- | ---------------- |
| 天文廣場（Astronomica）                | 2025年   |            | 兒童戲水區       |
| 星座旋轉木馬（Constellation Carousel） | 2025年   |            | 旋轉木馬         |
| 星塵賽車手                             | 2025年   | Mack Rides | 雙軌發射雲霄飛車 |

### 暗黑宇宙
暗黑宇宙（英語：Dark Universe）以環球怪物為主題，設定為環球經典電影時代的現代延續，場景為陰暗詭譎的黑沼村（Darkmoor Village）。園區背景故事圍繞維多利亞·科學怪人博士（Dr. Victoria Frankenstein），她是維多·法蘭克斯坦的第五代後裔，繼承家族事業，致力於將生命再度復活。她試圖控制包括德古拉伯爵在內的其他怪物，阻止牠們在黑沼村肆虐。
2021年底，環球提交了新型動態模擬黑暗乘車設施的專利申請，技術類似於《哈利波特禁忌之旅》所使用的系統。該設施後來確認為怪物解放：科學怪人實驗（Monsters Unchained: The Frankenstein Experiment），採用库卡機械臂技術。
園區另一項設施為狼人之咒（Curse of the Werewolf），由Mack Rides製造，為以1941年電影《狼人》角色馬莉娃（Maleva）及其神秘公會為主題的發射式旋轉雲霄飛車。主要餐飲選項包括達斯牛排館（Das Stakehaus）（以吸血鬼為主題，且不供應大蒜）、主題酒吧燃燒之刃酒館（The Burning Blade Tavern），以及德·雷西小屋（De Lacey's Cottage）。
2024年6月，環球宣布由丹尼·葉夫曼為該園區創作配樂。

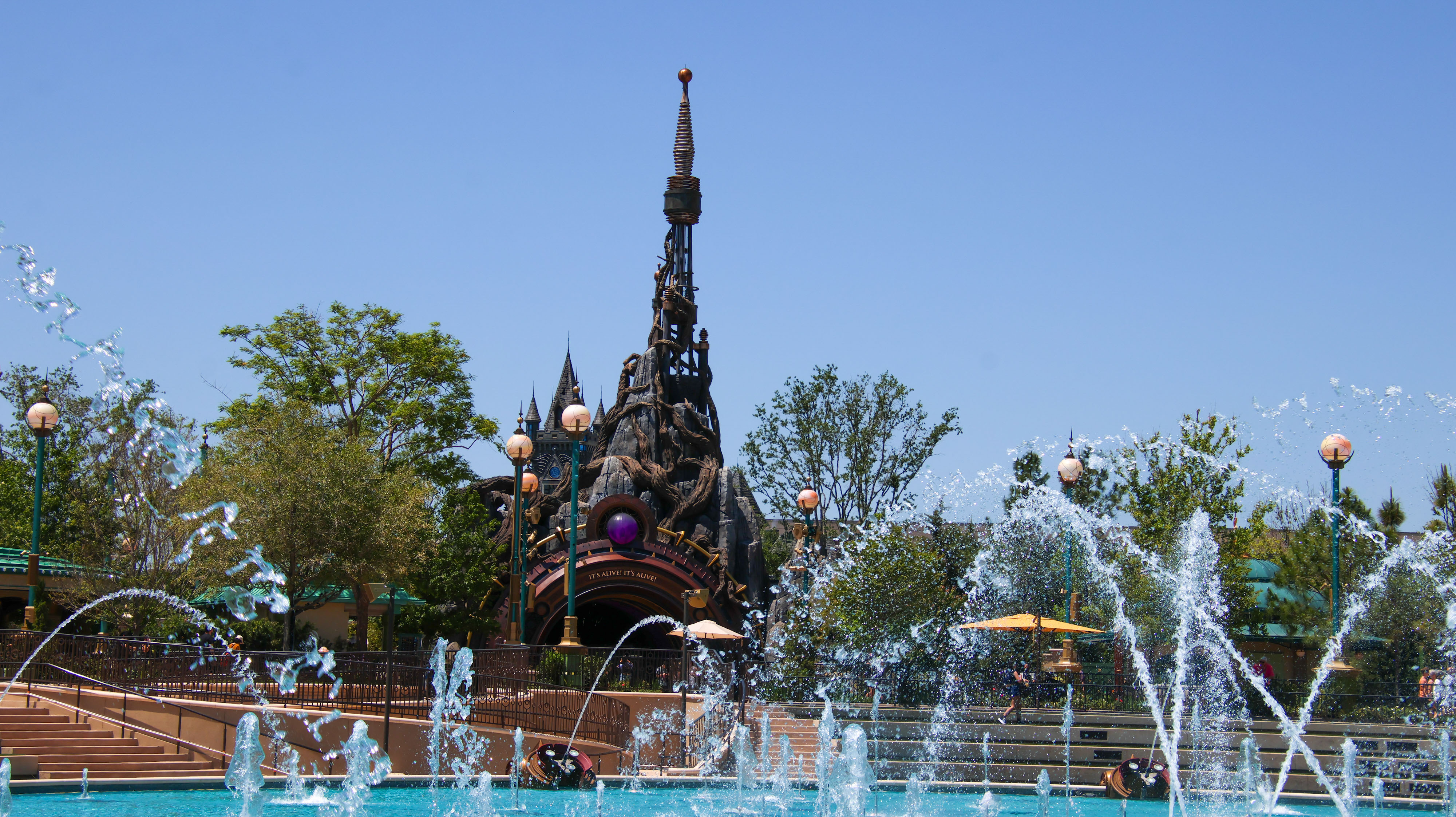
暗黑宇宙的主要出入口
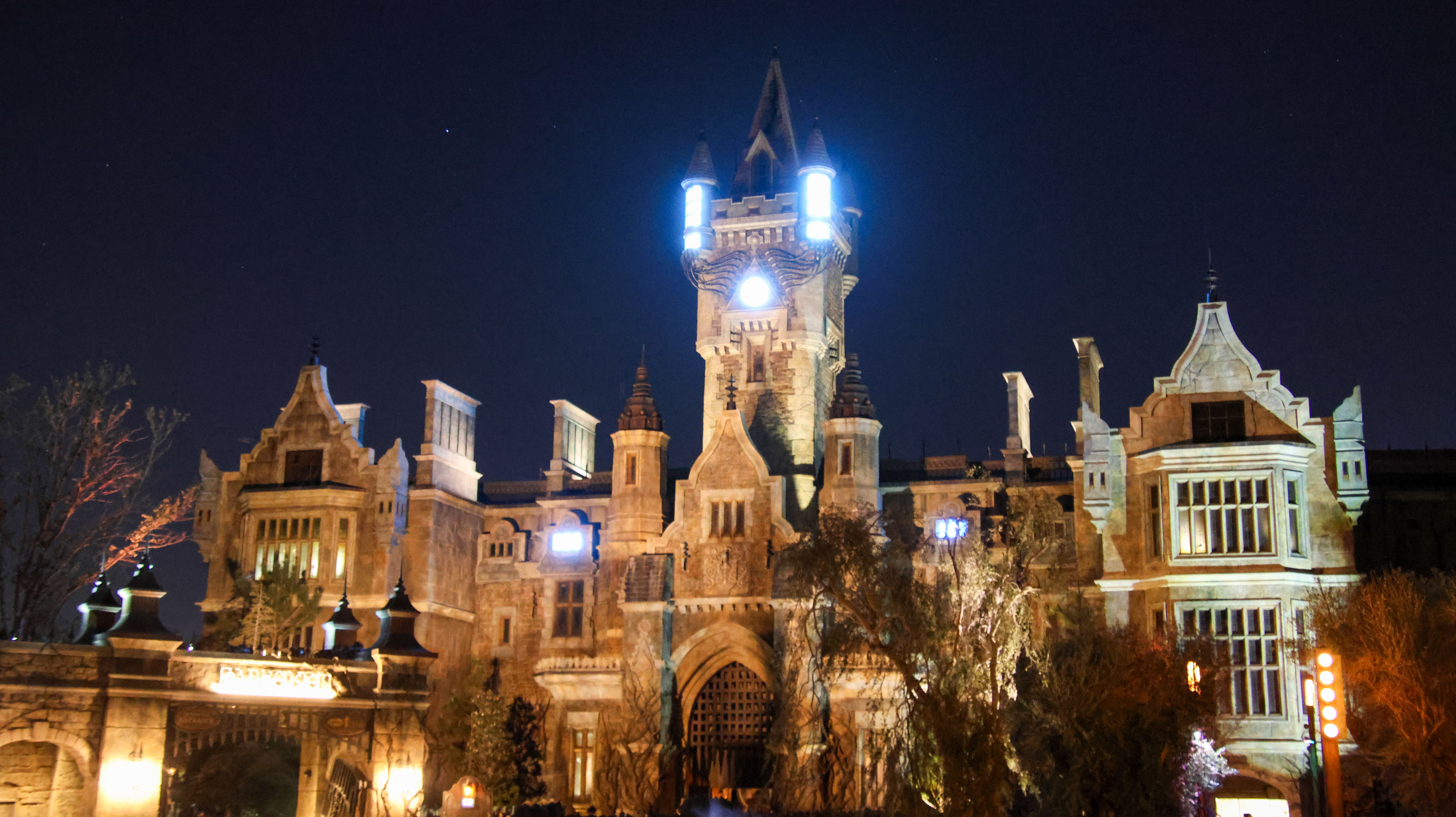
夜晚的科學怪人莊園
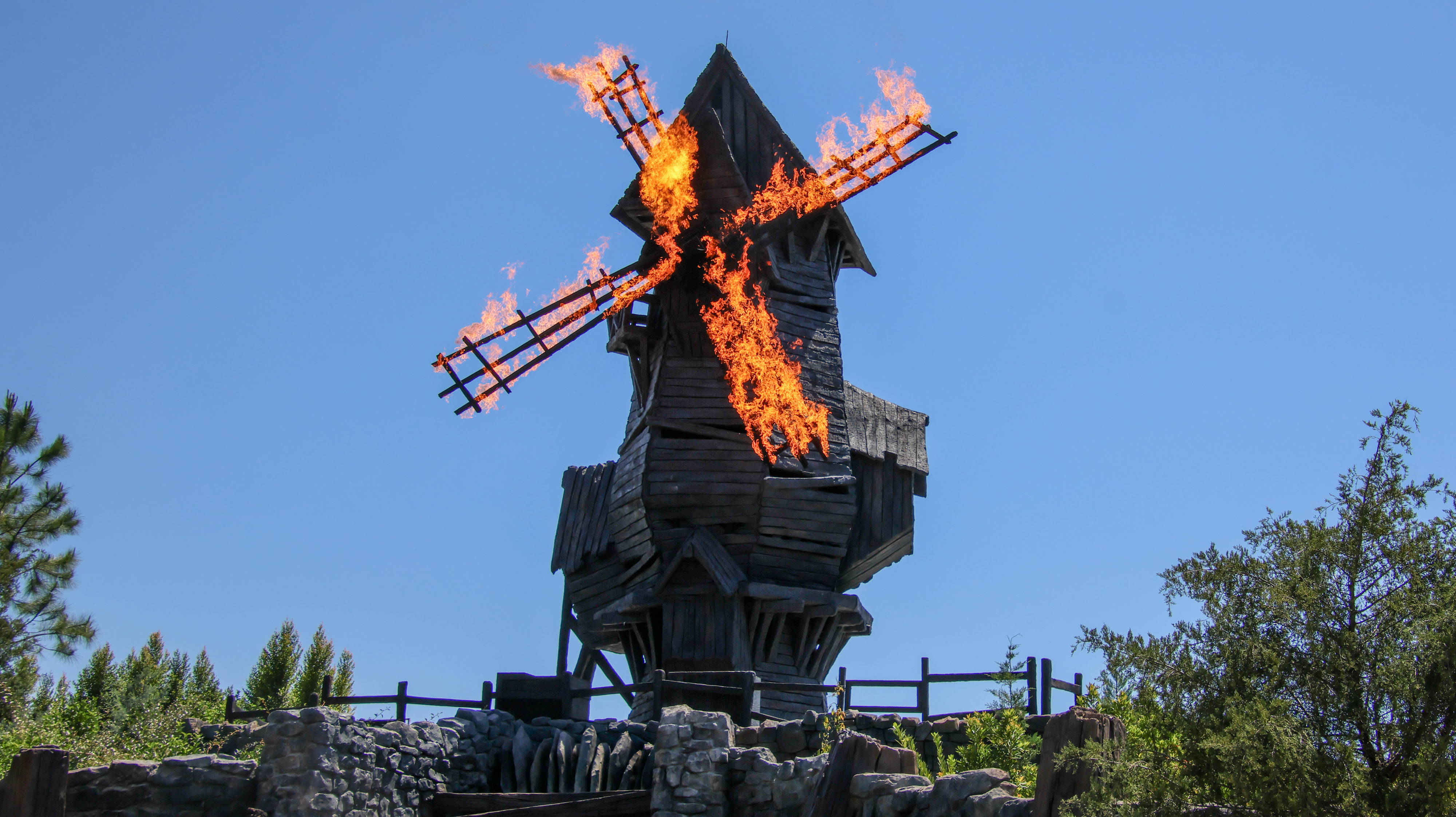
燃燒之刃酒館酒吧

| 遊樂設施                                                                    | 開放年份 | 製造商     | 簡介                                                                   |
| --------------------------------------------------------------------------- | -------- | ---------- | ---------------------------------------------------------------------- |
| 狼人詛咒（Curse of the Werewolf）                                           | 2025年   | Mack Rides | 以電影《狼人》為主題的旋轉雲霄飛車                                     |
| 黑暗沼澤怪物化妝體驗（Darkmoor Monster Makeup Experience）                  | 2025年   |            | 位於普雷托里斯博士的實驗室遺址中的化妝體驗店，讓遊客變身為自己的怪物。 |
| 怪物解放：科學怪人的實驗（Monsters Unchained: The Frankenstein Experiment） | 2025年   |            | 以環球怪物為主題的库卡機械臂黑暗乘騎                                   |

### 馴龍高手－博克島
馴龍高手－博克島（英語：How to Train Your Dragon: Isle of Berk）是以梦工厂动画《馴龍高手》系列為主題的園區，背景設於電影第二集與第三集之間的時期。這是園內四個IP主題園區中面積最大的一個。園區內包含三項遊樂設施：嗝嗝的飛翼滑翔器，由Intamin製作的發射式雲霄飛車；龍騎士競速，由Gerstlauer製作的雙滑翔機旋轉遊樂設施；以及火焰演習，由Mack Rides製作的互動式船型遊樂設施。此外，園區內還有一處兒童遊樂區維京訓練營，以及能自由飛行的大型無人機龍表演。
園區的主要餐飲選擇包括米德大廳（Mead Hall）、'噴火燒烤（Spit Fyre Grill）、以及流氓酒館與雜燴（Hooligan's Grog & Gruel）。米德大廳將供應一款主題飲品「犛牛蛋奶酒」（Yaknog），其成分包括麥芽巧克力、肉桂和鮮奶油。
| 遊樂設施                                  | 開放年份 | 製造商     | 簡介                                 |
| ----------------------------------------- | -------- | ---------- | ------------------------------------ |
| 龍賽手集會（Dragon Racer's Rally）        | 2025年   | Gerstlauer | 以龍競速為主題的雙滑翔機平面設施     |
| 火焰演習（Fyre Drill）                    | 2025年   | Mack Rides | 互動式水上乘騎                       |
| 小嗝嗝的翼滑行者（Hiccup's Wing Gliders） | 2025年   | Intamin    | 以馴龍訓練為主題的發射式家庭雲霄飛車 |
| 無法馴服的龍（The Untrainable Dragon）    | 2025年   |            | 以《馴龍高手》為主題的舞台表演       |
| 維京訓練營（Viking Training Camp）        | 2025年   |            | 含各種活動的遊樂區                   |

### 超級任天堂世界
超級任天堂世界（英語：Super Nintendo World）以任天堂旗下的多個遊戲IP為主題，重點聚焦於《瑪利歐系列》系列。從天穹公園的入口以水管造型呈現，這一設計源自《瑪利歐系列》中的經典場景，且與好萊塢與日本環球影城的版本不同，奧蘭多園區內的入口包含電扶梯。與日本環球影城版本類似，該區包含AR賽車模擬設施瑪利歐賽車：庫巴的挑戰以及《瑪利歐》系列角色主題的耀西冒險。
園區還設有以《超级大金刚》為主題的額外區域，包含一項全新類型的雲霄飛車礦車瘋狂，其專利名稱為「Boom Coaster」。這項設計將軌道設計為「假軌道」，車輛實際上行駛於隱藏軌道上方，以創造出車輛在失落軌道上跳躍的視覺錯覺。
園區分為兩大區域：超級瑪利歐園區（Super Mario Land）與大金剛國度（Donkey Kong Country）。餐飲選擇包括提供美式料理的蘑菇咖啡館（Toadstool Cafe）與耀西點心區（Yoshi's Snack Land）。
遊客可購買能量手環（Power-Up Band)，以探索園區並收集虛擬金幣。
| 遊樂設施                      | 開放年份 | 製造商              | 簡介                                                          |
| ----------------------------- | -------- | ------------------- | ------------------------------------------------------------- |
| 瑪利歐賽車：庫巴挑戰          | 2025年   | Dynamic Attractions | AR黑暗乘騎                                                    |
| 礦車瘋狂（Mine-Cart Madness） | 2025年   | JR Automation       | 以《Donkey Kong Country》系列為主題的「Boom Coaster」雲霄飛車 |
| 耀西的冒險                    | 2025     | 三精科技            | Omnimover系統乘騎                                             |

### 哈利波特的魔法世界魔法部
哈利波特的魔法世界魔法部（英語：The Wizarding World of Harry Potter: Ministry of Magic）以1920年代的巴黎為背景，主要靈感來自前傳系列電影《怪獸與牠們的產地》，並結合了多部電影的場景、角色與魔法生物。
主打遊樂設施《哈利波特與魔法部之戰》是一項以電梯為主題的黑暗乘骑設施，模擬呼嚕粉壁爐的傳送體驗，將遊客從1920年代巴黎傳送至1990年代倫敦的魔法部（如《哈利波特》系列電影中所見）。故事設定於佛地魔戰敗後，桃樂絲·恩不里居（由伊美黛·史道頓飾演）接受審判並試圖逃脫，哈利、榮恩、妙麗與家庭小精靈希格爾迪（Higgledy）展開追捕，遊客則搭乘「全方位移動電梯」閃避食死人與其他生物的攻擊。
早期傳聞指出，園區將建有以《怪獸與葛林戴華德的罪行》中的「神祕馬戲團」為主題的舞台表演，以及一個黑暗乘騎設施。2024年7月31日，官方Twitter發布了園區宣傳預告，進一步證實這些傳聞。 正式公告揭示舞台表演名為阿卡努斯馬戲團（Le Cirque Arcanus），是一場全規模劇院演出，位於藏匿廣場（Place Cachée），結合現場表演、布偶及特效。
園區內亦設有多個商店、餐飲及互動體驗以配合魔法主題。售賣的魔杖具備燈光及觸覺回饋功能，可與園區內的互動設施連動。
餐飲選擇包括月光酒吧（Bar Moonshine）、人魚之息咖啡館（Café L'air De La Sirène）、以及黑杯酒館（Le Gobelet Noir）。
英國演員埃迪·雷德梅尼回歸飾演《怪獸與牠們的產地》系列角色紐特·斯卡曼德，並參與全新拍攝場景，以呈現在魔法部園區中的故事情節。

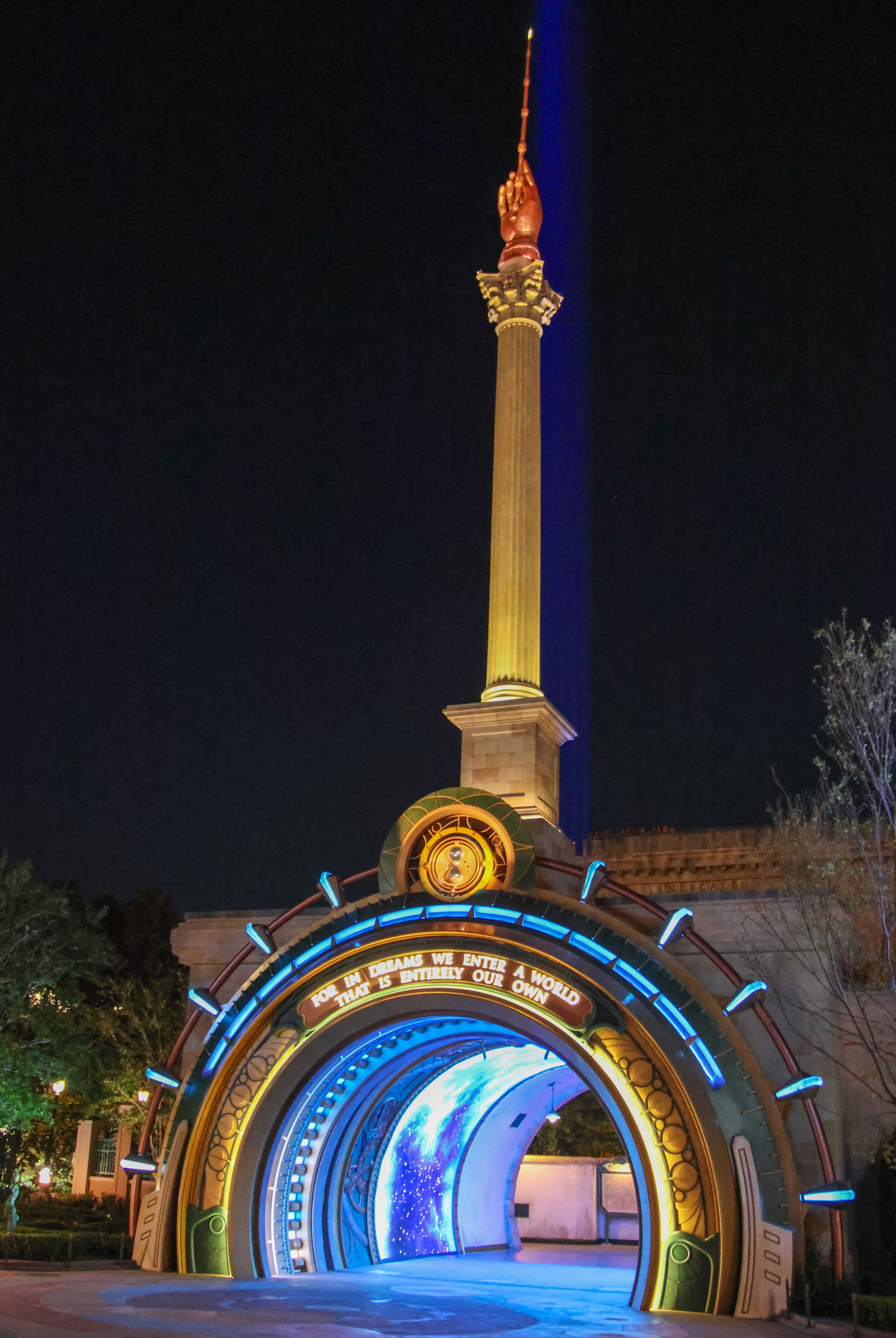
魔法部主要出入口
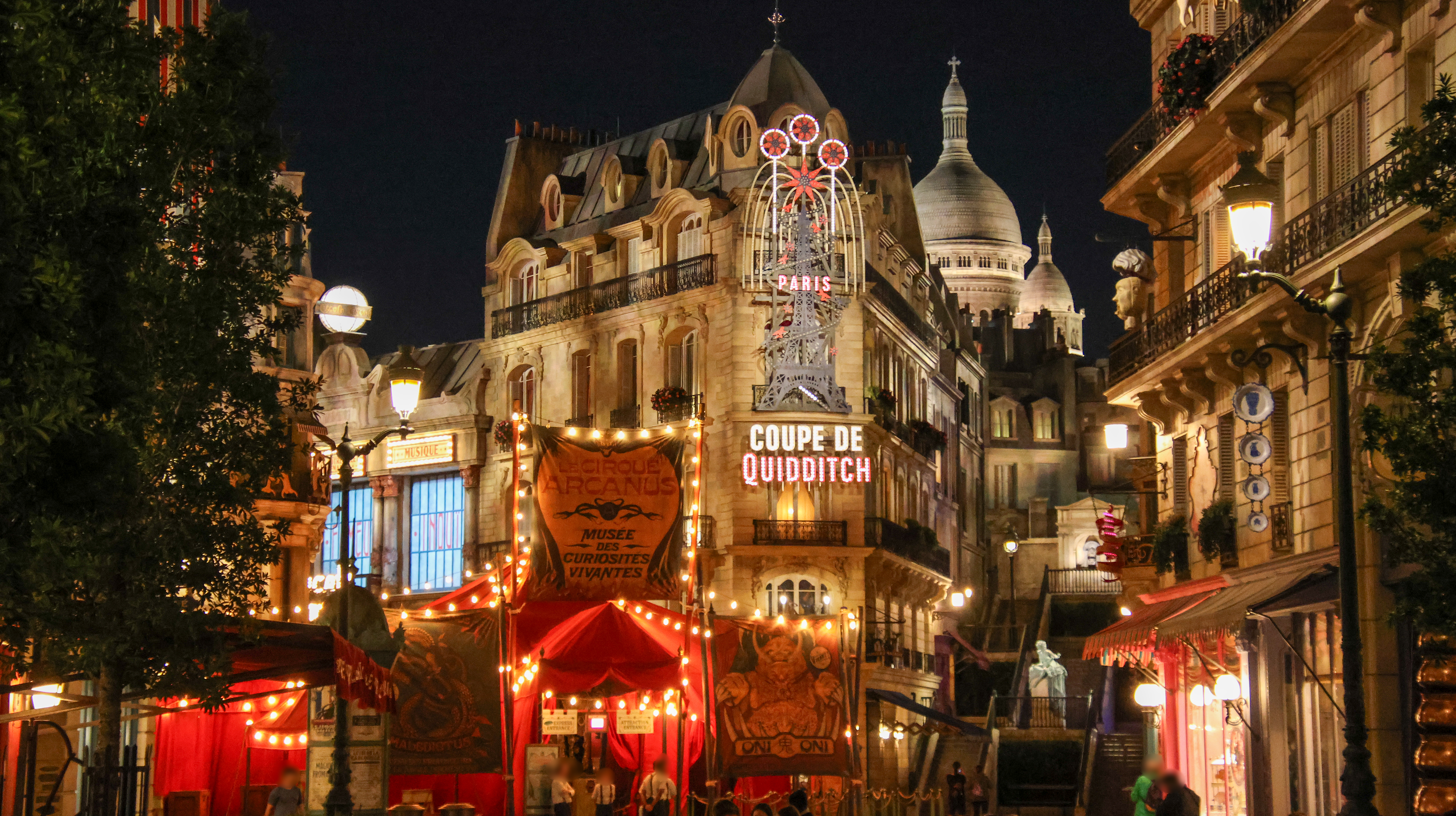
魔法世界魔法部園區造景
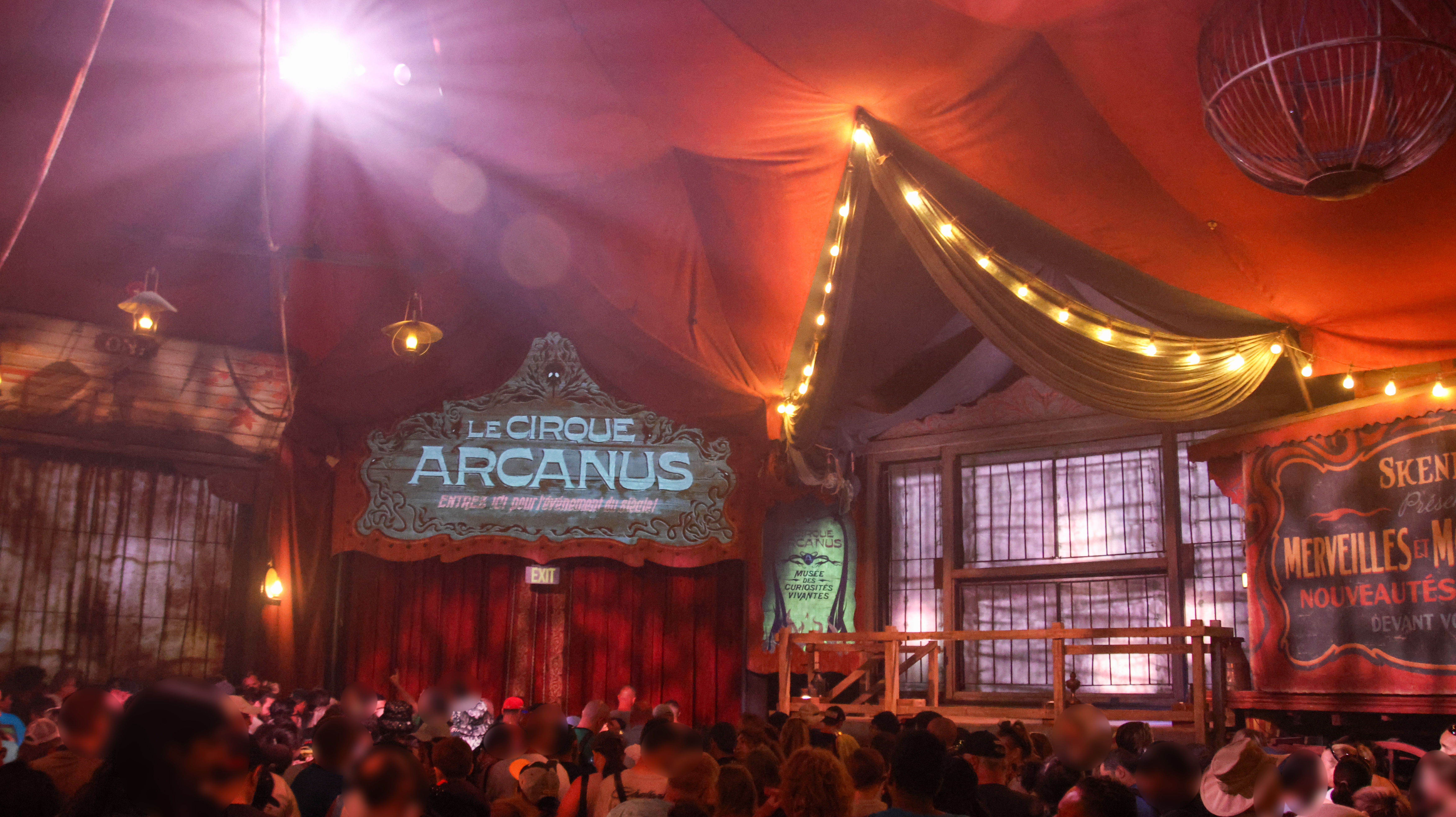
阿卡努斯馬戲團

| 遊樂設施                                                            | 開放年份 | 製造商 | 簡介                         |
| ------------------------------------------------------------------- | -------- | ------ | ---------------------------- |
| 阿卡努斯馬戲團（Le Cirque Arcanus）                                 | 2025年   |        | 以魔法馬戲團為主題的特效表演 |
| 哈利波特與魔法部之戰（Harry Potter and the Battle at the Ministry） | 2025年   | Simtec | 以電梯為主題的黑暗乘騎       |

## 擴建
業界內部人士指出，樂園的第二期擴建計畫可能會在環球史詩宇宙開幕後不久啟動，屆時《超級任天堂世界》可能會新增以《路易吉洋樓》系列為主題的遊樂設施。環球目的地與體驗公司（Universal Destinations & Experiences）的執行長馬克·伍德伯里（Mark Woodbury）在接受《紐約時報》採訪時表示，環球也在考慮引進以音樂劇《魔法壞女巫》雙部曲電影改編為主題的相關設施。

## 位置與基礎設施
環球史詩宇宙主題公園園區位於現有奧蘭多環球影城度假村東南方數英里處。該園區占地750英畝（300公頃），位於沙湖路以南及環球大道以東。 施工始於2021年，項目包括一條價值3.15億美元、長達1.7英里（2.7公里）的柯克曼路延伸段，以連接環球大道。
為了方便進入環球史詩宇宙，沙湖路設置了一個高架環形交流道。 除此之外，該地區還新增了專用巴士車道以及「自行車／步行設施」。 中央車道專為環球的電動巴士車隊預留，以接送園區遊客。預計施工將於2024年底完成。
與其他環球奧蘭多主題公園採用停車樓不同，環球史詩宇宙設有露天停車場，位於園區東南角。許可證顯示，一條地面步道電梯將從停車場通往園區內部。